# Alois Ernst von Harrach zu Rohrau
Graf Alois Ernst von Harrach zu Rohrau (* 21. Juni 1728; † 19. Juni 1800 in Baden bei Wien) war kaiserlicher Feldmarschall-Lieutenant sowie Landkomtur des Deutschen Ordenes.

## Herkunft
Seine Eltern waren Graf Karl Anton von Harrach zu Rohrau (* 4. August 1692; † 21. März 1758) und dessen Ehefrau Gräfin Maria Katharina von Bucquoy (* 30. April 1699; † 21. März 1758). Auch sein Bruder Ferdinand Johann Nepomuk (1740–1796) war kaiserlicher Feldmarschall-Lieutenant.

## Leben
Im Alter von 20 Jahren schloss sich Harrach dem Deutschen Orden an. Zugleich ging er in kaiserliche Dienste. Er kam als Hauptmann in das Infanterieregiment No. 47 (Harrach). Am Beginn des Siebenjährigen Krieges stand er als Oberstleutnant im Infanterieregiment No. 23 (Baden-Baden). Das Bataillon unter dem Kommando von Harrach zeichnete sich am 18. Juni 1757 bei Kolin sowie am 22. November 1757 bei Breslau aus. Am 19. Dezember 1757 geriet er bei der Kapitulation von Breslau in Gefangenschaft, konnte aber schon am 10. Februar 1758 zurückkehren.
Am 15. Dezember 1758 wurde er zum Oberst befördert und erhielt das Kommando über sein Regiment. 1759 wurde er bei Kunersdorf verwundet. 1760 kämpfte er dann bei Landeshut und der Belagerung von Glatz (1760). Bei der Belagerung kommandierte er die Laufgräben am rechten Flügel des Belagerungskorps. Nach dem Fall der Festung überbrachte er die Nachricht nach Wien. Am 5. August 1760 wurde er mit Rang vom 27. April 1759 zum Generalfeldwachtmeister ernannt, was aber erst am 26. Februar 1763 publiziert wurde.
Nach dem Krieg wurde er am 1. Mai 1773 mit Rang vom 28. April 1767 zum Feldmarschall-Lieutenant befördert.
Der Deutsche Orden machte ihn 1786 zum Landkomtur der deutschen Ordensballei in Österreich und Ordenskomtur für Wien, Neustadt, Gratz und Linz sowie zum Geheimen Rat des Hoch- und Deutschmeisters. Zum Schluss war er auch noch Oberst-Erblandstallmeister in Österreich ob und unter der Enns sowie Senior des Geschlechtes Harrach. Er starb unverheiratet im Jahr 1800 und wurde in der Ordenskirche in Gumpoldskirchen beigesetzt.